# Loi de masse
La loi de masse ou loi des masses est une loi de l'isolation phonique. Les bruits provenant d'un milieu (émetteur) (exemple, rue animée) sont transmis jusqu'à un milieu récepteur (exemple, local) par voie solidienne (murs, sols, plafonds) ou par voie aérienne (interstices au niveau des portes et des fenêtres, ventilations). Toute paroi homogène et sans élasticité (ne vibrant pas), soumise à une onde sonore d'incidence normale à l'une des surfaces de cette paroi, génère un isolement régi par la loi de masse :
{\displaystyle R=20\cdot \lg {\frac {\omega M}{2\rho c}}}
avec :
- R, l'indice d'affaiblissement acoustique de la paroi, en dB ;
- {\displaystyle \omega =2\pi f}, la pulsation, en rad/s ;
- M, la masse surfacique de la paroi, en kg/m2 ;
- {\displaystyle Z=\rho c}, l'impédance caractéristique (ou impédance spécifique) de l'air (~410 Ns/m3).

La « loi de masse » signifie que dans le cas idéal d'une paroi infiniment grande (ou fortement amortie), R augmente de 6 dB par doublement de la fréquence et de 6 dB par doublement de la masse surfacique.
La loi des fréquences indique que l'isolement phonique est proportionnel au logarithme de la fréquence de l'onde sonore, pour une paroi de masse surfacique donnée.
Par exemple, pour un mur en béton ou en parpaings d'épaisseur voisine de 10 cm, l'isolement brut sera compris entre 40 et 45 dB à 1 kHz.
Les autres paramètres (interactifs) qui interviennent dans l'isolation phonique sont les caractéristiques vibratoires de la paroi, elles-mêmes liées à la masse, à la structure, à la densité, au module de Young, à l'amortissement interne et à la vitesse de propagation sonore dans les matériaux la constituant (les parois sont le plus souvent composites).
Dans le domaine de l'audio (studio d'enregistrement, salle d'écoute Hi-Fi, etc.), il est nécessaire d'obtenir un « silence de qualité », c'est-à-dire un degré d'isolement élevé, devant rester uniformément réparti sur toute la bande audio.